# Summer school
Summer school is een Engelse benaming voor cursussen die plaatsvinden in de zomer. Het programma is vaak gesponsord door een school of een bedrijf dat de studenten en leerlingen extra vaardigheden bijbrengt tijdens de zomervakantie. Op de basisschool en middelbare school is het cursusprogramma vaak niet vakinhoudelijk, zij hebben eerder een bijspijkerkarakter. Soms is het voor de scholieren en studenten mogelijk via deelname aan de summer school studiepunten te verdienen. 

## Variaties van de summer school
Basisschool en voortgezet onderwijs
In de Verenigde Staten kunnen studenten en scholieren deelnemen aan de summer school om twee redenen: bijspijkeren of extra programma. De bijspijker-studenten nemen de cursus omdat zij in die cursus de gezakte vakken weer kunnen inhalen of herkansen. Andere studenten nemen de cursus omdat zij hierdoor eerder kunnen afstuderen of om de werkdruk te verspreiden.  
Hoger onderwijs
In universitaire kring wordt de term ook gebruikt voor conferenties. Geleerden en experts uit het veld geven dan presentaties van hun eigen onderzoek voor gevorderden en postdoctorale studenten. Dit soort summer school is vaak in nationaal en internationaal verband georganiseerd. Als de summer school op het zuidelijk halfrond wordt gegeven dan wordt het wel ‘winter school’ genoemd. 
Nederland
In Nederland wordt deze term voornamelijk gebruikt voor cursussen die door de universiteiten voor de aankomende studenten worden georganiseerd. Ook organiseren bedrijven en universiteiten summer schools om aankomende studenten en werknemers kennis te laten maken met hun praktijk. Afgelopen decennium is de benaming 'summer school' steeds populairder geworden voor uiteenlopende cursussen in de zomer.

## Trivia
- Summer School is de naam van een komediefilm uit 1987.
- Met summer school wordt soms ook een summer camp bedoeld.
- De grootste summer school van Nederland is de Utrechtse Summer School.
- Europese studentenorganisatie AEGEE organiseert sinds 1988 Summer Universities in zo'n 80 steden.